# Distretto governativo di Detmold
Il distretto governativo di Detmold è uno dei cinque distretti governativi del land della Renania Settentrionale-Vestfalia, nella confederazione territoriale della Vestfalia-Lippe.
Il capoluogo è Detmold ed il centro maggiore è Bielefeld.

## Geografia fisica
È situato nella parte nord-est dello stato, e conta un totale di 70 comuni.

## Storia
L'80% del territorio apparteneva alla provincia vestfalica prussiana, che successivamente costituì il distretto di Minden. Il distretto attuale fu creato il 2 giugno 1947, cambiando il nome da "Minden-Lippe" a quello di "Detmold".

## Suddivisione
Città indipendenti (Kreisfreie Städte)
1. Bielefeld

Circondari rurali (Kreise)
1. Gütersloh
2. Herford
3. Höxter
4. Lippe
5. Minden-Lübbecke
6. Paderborn